# Lunge AT-mine
La Lunge AT-mine è stata un'arma anticarro giapponese della Seconda Guerra Mondiale, entrata in servizio nel 1944.

## Caratteristiche

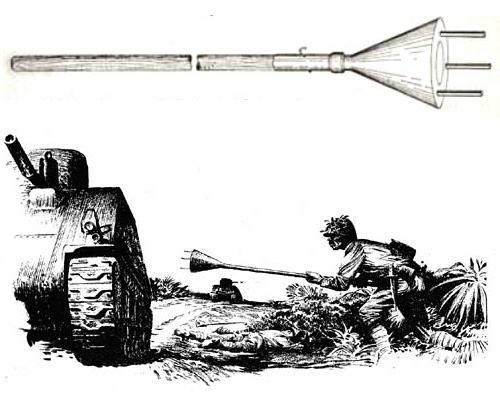
Illustrazione del Lunge At-mine durante la Seconda guerra Mondiale

Quest'arma consisteva in un palo di legno alla cui estremità era fissato un cono di metallo nel quale era incavato un altro cono (vedi carica cava) all'interno del cono più grande vi era la carica. La sicura di quest'arma consisteva in un semplice anello che teneva fermo il percussore all'interno del palo.
L'arma veniva messa in funzione appoggiando il cono di metallo, il quale era sostenuto da tre paletti di metallo fissati alla sua base, sullo scafo del carro armato nemico e togliendo l'anello dal palo. Esplodendo l'arma avrebbe perforato la corazza del carro armato ma allo stesso tempo avrebbe procurato la morte anche dell'utilizzatore.